# Município de Union (condado de Randolph, Carolina do Norte)
Localização da Carolina do Norte nos E.U.A.
O município de Union (em inglês: Union Township) é um localização localizado no  condado de Randolph no estado estadounidense da Carolina do Norte. No ano 2010 tinha uma população de 2.940 habitantes.

## Geografia
O município de Union encontra-se localizado nas coordenadas 35° 33′ 43,49″ N, 79° 51′ 49,14″ O.